# 奥索纳
奥索纳（義大利語：Ossona），是意大利米兰省的一个市镇。总面积6平方公里，人口4101人，人口密度683.5人/平方公里（2009年）。国家统计（ISTAT）代码为015164。